# Julie Rettich
Julie Rettich, geborene Gley (* 17. April 1809 in Hamburg; † 11. April 1866 in Wien) war eine deutsch-österreichische Schauspielerin.

## Leben

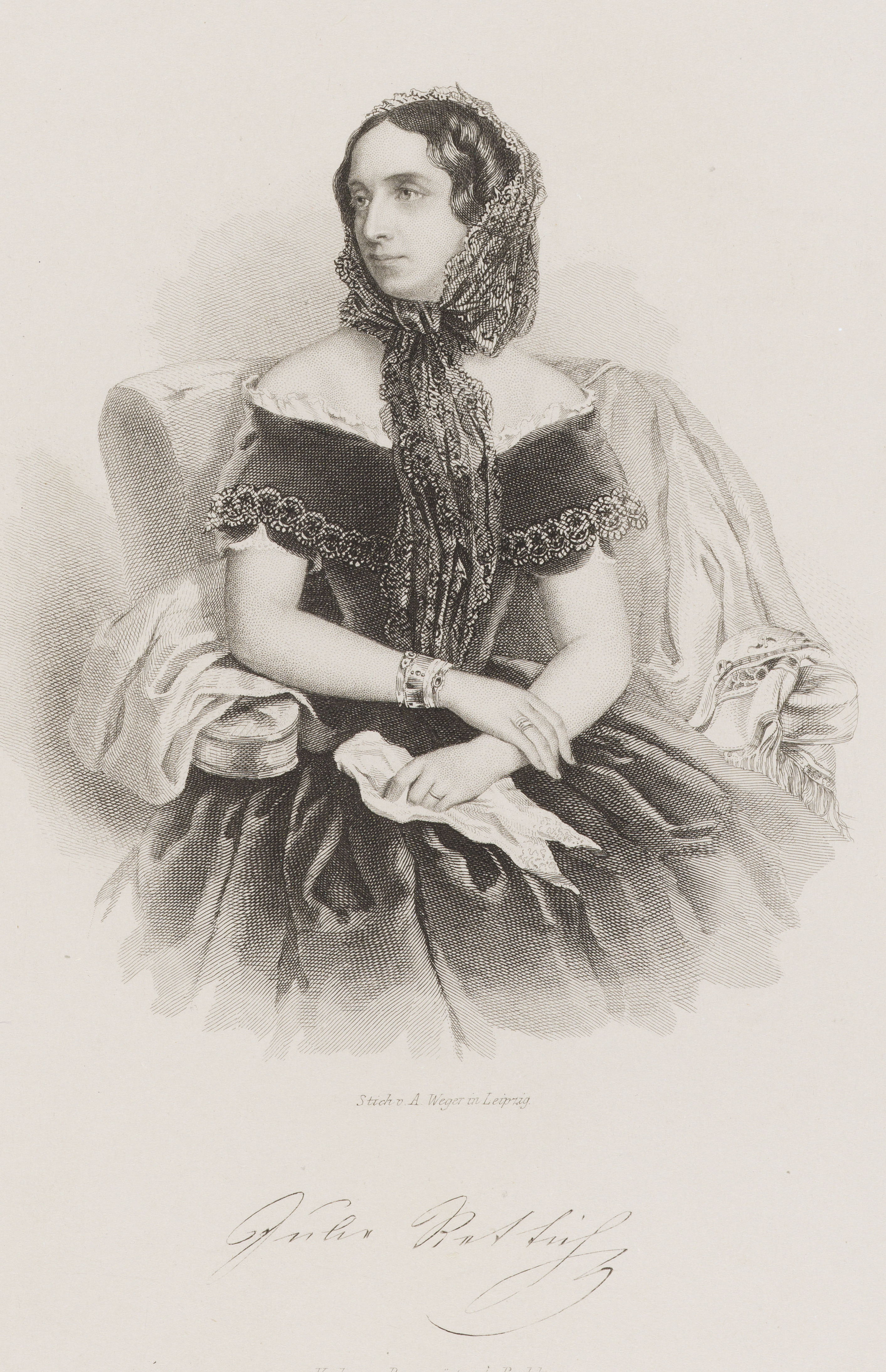
Julie Rettich, Kupferstich von August Weger

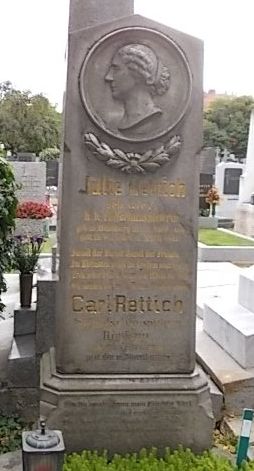
Grabstätte von Julie Rettich

Von ihren Eltern – der Vater war Schauspieler, die Mutter eine beliebte Opernsängerin – wurde sie bereits auf eine Bühnenlaufbahn vorbereitet. Sie debütierte 1825 auf dem Hoftheater zu Dresden und bildete sich unter Ludwig Tiecks Leitung weiter aus. Ihr sich rasch entwickelndes Talent befähigte sie schon 1827 zu erfolgreichem Gastspiel am Wiener Burgtheater, für das sie 1830 gewonnen wurde. Am 9. April 1833 heiratete sie dort ihren Schauspielerkollegen Karl Rettich. Wegen Intrigen kehrte sie mit ihm 1833 bis 1835 an das Dresdner Hoftheater zurück.
1835 trat sie neuerlich ein Engagement am Wiener Burgtheater an, um es nie wieder zu verlassen.
Ab 1863 durch Krankheit gezwungen, der Bühne fernzubleiben, starb sie am 11. April 1866 in Wien in ihrer Wohnung am Opernring 19 an einer „Erschöpfung der Kräfte“. Sie galt als ausgezeichnete Schauspielerin und spielte vorzugsweise tragische Rollen, die sie in einer ihrer hohen geistigen Bildung entsprechenden Weise auffasste. Besonders gelangen ihr Rollen in Stücken Friedrich Halms, mit dem sie innig befreundet war.
Ein erfolgreicher Schauspieler war auch ihr Gatte, Karl Rettich (* 3. Februar 1805 in Wien), den sie 1833 geheiratet hatte und der mit ihr am Burgtheater wirkte. 1872 pensioniert, starb er am 17. Juni 1878 in Wien. Beider Grabstelle befindet sich auf dem evangelischen Friedhof Wien Matzleinsdorf (Gruft 191).
Im Jahr 1869 wurde in Wien-Penzing (14. Bezirk) die Rettichgasse nach ihr benannt.

## Familie
Das einzige Kind von Julie Rettich, die Tochter Emilie Rettich, heiratete am 18. November 1857 in Venedig den Impresario Eugenio Merelli (1825–1882), einen Sohn von Bartolomeo Merelli (1794–1879), der seit 1836 Pächter des Kärntnertor-Theaters war. Sie übersiedelte nach der Heirat nach Mailand und wurde eine erfolgreiche Sängerin.

## Briefe
- Briefwechsel Robert und Clara Schumanns mit Korrespondenten in Österreich, Ungarn und Böhmen, hg. von Klaus Martin Kopitz, Michael Heinemann, Anselm Eber, Jelena Josic, Carlos Lozano Fernandez und Thomas Synofzik (= Schumann-Briefedition, Serie II, Band 27), Köln 2023, S. 1139–1163; ISBN 978-3-86846-052-0